# Nicrophorus scrutator
Nicrophorus scrutator là một loài bọ cánh cứng trong họ Silphidae được miêu tả bởi C.É. Blanchard in 1842.